# عباس موسوي
سيد عباس موسوي الفارسية: سید عباس موسوی دبلوماسي إيراني يشغل منصب المتحدث باسم الخارجية الإيرانية اعتباراً من نيسان / أبريل 2019. شغل موسوي قبل ذلك عدة مناصب دبلوماسية منها ضمن قنصلية إيران في هونغ كونغ وفي السفارة الإيرانية في أمستردام.